# Hemiteles lucidulus
Hemiteles lucidulus là một loài tò vò trong họ Ichneumonidae.